# Micrapate foraminata
Micrapate foraminata är en skalbaggsart som beskrevs av Pierre Lesne 1906. Micrapate foraminata ingår i släktet Micrapate och familjen kapuschongbaggar. Inga underarter finns listade i Catalogue of Life.